# ニコラウス・アーノンクール
ニコラウス・アーノンクール（Nikolaus Harnoncourt [ˈharnõkuːr] もしくは、Johannes Nicolaus Graf de la Fontaine und d’Harnoncourt-Unverzagt、1929年12月6日 - 2016年3月5日）は、オーストリアの指揮者、チェロ奏者、ヴィオラ・ダ・ガンバ奏者、貴族（伯爵）。「アルノンクール」「ハルノンクール」とも表記される。

## 人物・来歴
ドイツのベルリンでオーストリアの貴族ウンフェアツァークト（Unverzagt）伯爵家の長男として生まれ、グラーツで少年時代を過ごした。母のラディスラヤは、神聖ローマ皇帝レオポルト2世の第13子ヨハン・バプティスト・フォン・エスターライヒ（ヨハン大公）の息子フランツ・フォン・メラン伯爵の孫娘であった。ウィーン国立音楽院（現・ウィーン国立音楽大学）時代はチェロを専攻、卒業後1952年から1969年までウィーン交響楽団にチェロ奏者として在籍。
ウィーン交響楽団入団の翌年、1953年にはアリス夫人らとともに古楽器オーケストラ「ウィーン・コンツェントゥス・ムジクス」を立ち上げるも、このオーケストラの演奏会デビューは4年後の1957年に持ち越された。
1960年代からこのオケとの外国公演や録音も始まり、バッハやヘンデルの作品に意欲的に取り組んでいる。その集大成が、古楽復興の一方の雄であるグスタフ・レオンハルトと共同（カンタータ全作品を半数ずつ振り分けた）で作り上げたバッハのカンタータ全集の録音である。この業績によりレオンハルトともども1982年のエラスムス賞を受賞している。
1970年代からはチューリッヒ歌劇場をホームグラウンドとしてオペラにも取り組むようになり、ジャン=ピエール・ポネルが演出したモンテヴェルディとモーツァルトの一連のシリーズで世の注目を浴びた。
1980年代からは古楽オーケストラにとどまらずモダン・オーケストラも指揮するようになり、近年ではベルリン・フィル、ウィーン・フィル（2001年および2003年の同団ニューイヤーコンサートを指揮）、ロイヤル・コンセルトヘボウ管弦楽団やヨーロッパ室内管弦楽団への客演も多く、レパートリーも古楽系のものにとどまらず、バルトークまで振るようになっている。
アーノンクールはグラーツを舞台とする音楽祭、シティリアルテ音楽祭を主催しており、1990年代まではザルツブルク音楽祭にも出演していた。その後同音楽祭への出演はしばらく途絶えていたが、2002年にモーツァルトの『ドン・ジョヴァンニ』とブルックナーの『交響曲第9番』（作曲者の死により未完に終わった第4楽章のフラグメントも解説付きで演奏するという意欲的な試みがなされた）を指揮して復帰を果たす。
1980年代より、ヨハン・シュトラウス2世に強い関心を示し、再三の実演に加え、ワルツ集や『こうもり』『ジプシー男爵』をスタジオセッションで録音。『こうもり』は上演映像も残した。カラヤンとカルロス・クライバー亡きあと、彼のクラスでこの分野に情熱を注ぐ指揮者は珍しい。
2002年にエルンスト・フォン・ジーメンス音楽賞を受賞、2005年6月、古楽演奏の成果および近代・現代作品の斬新な演奏を称えて京都賞思想・芸術部門を受賞した。
2006年11月にウィーン・コンツェントゥス・ムジクスおよびウィーン・フィルハーモニー管弦楽団を率いて再来日し、モーツァルトなどの作品を指揮した。
2015年12月5日、86歳の誕生日の前日に、体力の限界を理由に引退を表明した。
2016年3月5日にザンクト・ゲオルゲン・イム・アッターガウにて死去。86歳没。

## 関連書籍
- ニコラウス・アーノンクール著、那須田務・本多優之訳『音楽は対話である―モンヴェルディ・バッハ・モーツァルトを巡る考察』1992年、アカデミア・ミュージック、ISBN 4870170604
- ニコラウス・アーノンクール著、樋口隆一・許光俊訳『古楽とは何か―言語としての音楽』1997年、音楽之友社、ISBN 4276203708
- モーニカ・メルトル著、小谷民菜訳『ニコラウス・アーノンクール―未踏の領域への探求者』2002年、音楽之友社、ISBN 4276217369
- ニコラウス・アーノンクール著、Meine Familie 2018年、Residenz、ISBN 3701734658

### 報道資料
- 『読売新聞』2010年11月3日東京朝刊